# Pietropole
Pietropole – przysiółek wsi Bojanów w Polsce, położony w województwie podkarpackim, w powiecie stalowowolskim, w gminie Bojanów.